# Inca brun
Coeligena wilsoni
Espèce
Statut de conservation UICN

 LC  : Préoccupation mineure
Statut CITES
L'Inca brun (Coeligena wilsoni) est une espèce de colibris.

## Répartition
Cet oiseau est présent en Colombie et en Équateur.

## Habitat
Ses habitats sont les forêts tropicales et subtropicales humides de basses et hautes altitudes.

Carte de répartition de l'espèce